# آب‌انبار فخرآباد (مهریز)
آب‌انبار فخرآباد مربوط به دوره قاجار است و در مهریز، بخش مرکزی، دهستان ارنان، روستای فخرآباد واقع شده و این اثر در تاریخ ۷ اسفند ۱۳۸۶ با شمارهٔ ثبت ۲۱۶۹۲ به‌عنوان یکی از آثار ملی ایران به ثبت رسیده است.